# Martino Ferrabosco
Martino Ferrabosco o Ferabosco (Capolago, ... – Roma, 3 agosto 1623) è stato un architetto e incisore italiano.
Di origine ticinese (Capolago, Lugano), fu attivo a Roma tra il secondo ed il terzo decennio del XVII secolo, dove iniziò come scalpellino, come tanti altri artisti con la stessa provenienza.

## Opere
Tra le sue opere, molte delle quali in collaborazione con Giovanni Vasanzio, si ricordano:
- La Torre dell'Orologio per sottolineare l'ingresso dei Palazzi Vaticani in asse con la via Alessandrina, costruita tra il 1616 ed il 1617 e successivamente demolita, dopo pochi decenni, per far posto al colonnato del Bernini.
- Il soffitto della Cappella Paolina nel Palazzo del Quirinale.

Fu "fontanaro" del Palazzo apostolico, sovrintendente alle fontane del Vaticano, del Borgo e del Quirinale e progettò alcune fontane con Vasanzio tra cui:
- La Fontana della Galera in Vaticano (1621).
- La Fontana dell'Aquilone in Vaticano.

Fu anche  incisore e la sua opera grafica più conosciuta sono le tavole per il Libro dell'Architettura della basilica di San Pietro in Vaticano, pubblicato nel 1620 Internet Archive e poi nel 1684 con commento di Giovan Battista Costaguti.